# Toyota Corona
Toyota Corona är en personbil som tillverkades av den japanska biltillverkaren Toyota mellan 1957 och 2002.

## Toyopet Corona T10
Efter den ganska primitiva Master-modellen följde den mindre Corona. Det var Toyotas första bil med självbärande kaross.
Varianter:
| Modell | Motor              | Cylindervolym | Effekt | Bränslesystem   |
| ------ | ------------------ | ------------- | ------ | --------------- |
| 1000   | 4-cyl radmotor ohv | 995 cm³       | 28 hk  | Enkel förgasare |

## Toyopet Corona T20/30
Den andra generationen Corona introducerades med enlitersmotorn från företrädaren men snart tillkom större motorer. Bilen exporterades under namnet Toyota Tiara. Modellen fanns även som pick up. 
Varianter:
| Modell | Motor              | Cylindervolym | Effekt | Bränslesystem   |
| ------ | ------------------ | ------------- | ------ | --------------- |
| 1000   | 4-cyl radmotor ohv | 997 cm³       | 39 hk  | Enkel förgasare |
| 1500   | 4-cyl radmotor ohv | 1453 cm³      | 56 hk  | Enkel förgasare |
| 1900   | 4-cyl radmotor ohv | 1897 cm³      | 77 hk  | Enkel förgasare |

## Toyopet Corona T40/50
Med den tredje generationen Corona utökades modellutbudet med en coupé-kaross och fler motoralternativ. Den tvåväxlade automatlådan Toyoglide blev tillval. 1967 introducerades den snabba coupén 1600 GT med motor med dubbla överliggande kamaxlar.
Varianter:
| Modell  | Motor               | Cylindervolym | Effekt | Bränslesystem    |
| ------- | ------------------- | ------------- | ------ | ---------------- |
| 1200    | 4-cyl radmotor ohv  | 1198 cm³      | 55 hk  | Enkel förgasare  |
| 1500    | 4-cyl radmotor ohv  | 1490 cm³      | 70 hk  | Enkel förgasare  |
| 1600    | 4-cyl radmotor ohv  | 1587 cm³      | 78 hk  | Enkel förgasare  |
| 1600 GT | 4-cyl radmotor DOHC | 1587 cm³      | 110 hk | Dubbla förgasare |
| 1900    | 4-cyl radmotor ohv  | 1858 cm³      | 86 hk  | Enkel förgasare  |

### Toyota Corona Mark II T60/70
I slutet av 1960-talet hade Crown-modellen växt så mycket att det fanns plats för en större version av Coronan, kallad Corona Mark II. Den första 60/70-serien delade chassi med Corona T40 men hade något större kaross.
- Se vidare under huvudartikeln Toyota Mark II.

## Toyota Corona T80/90
Den fjärde generationen hade inget direkt släktskap med Corona Mark II. Istället delade den bilplattform med den nyintroducerade Toyota Carina.
Varianter:
| Modell | Motor               | Cylindervolym | Effekt | Bränslesystem      |
| ------ | ------------------- | ------------- | ------ | ------------------ |
| 1500   | 4-cyl radmotor ohv  | 1490 cm³      | 77 hk  | Enkel förgasare    |
| 1600   | 4-cyl radmotor ohv  | 1588 cm³      | 83 hk  | Enkel förgasare    |
| 2000   | 4-cyl radmotor SOHC | 1968 cm³      | 89 hk  | Enkel förgasare    |
| 2000E  | 4-cyl radmotor SOHC | 1968 cm³      | 122 hk | Bränsleinsprutning |

## Toyota Corona T100/110
Corona T100 var en större bil än tidigare generationer men under skalet behölls den mesta tekniken från föregångaren.
Varianter:
| Modell  | Motor               | Cylindervolym | Effekt | Bränslesystem      |
| ------- | ------------------- | ------------- | ------ | ------------------ |
| 1600    | 4-cyl radmotor ohv  | 1588 cm³      | 69 hk  | Enkel förgasare    |
| 1800    | 4-cyl radmotor ohv  | 1770 cm³      | 86 hk  | Enkel förgasare    |
| 2000    | 4-cyl radmotor SOHC | 1968 cm³      | 89 hk  | Enkel förgasare    |
| 2000E   | 4-cyl radmotor SOHC | 1968 cm³      | 122 hk | Bränsleinsprutning |
| 2000 GT | 4-cyl radmotor DOHC | 1968 cm³      | 140 hk | Bränsleinsprutning |

## Toyota Corona T130
Den sjätte generationen Corona hade moderniserats med MacPherson fjäderben och skruvfjädrar på bakaxeln. Bilen fanns även med halvkombilucka.
Varianter:
| Modell | Motor               | Cylindervolym | Effekt | Bränslesystem      |
| ------ | ------------------- | ------------- | ------ | ------------------ |
| 1600   | 4-cyl radmotor ohv  | 1588 cm³      | 69 hk  | Enkel förgasare    |
| 1800   | 4-cyl radmotor ohv  | 1808 cm³      | 86 hk  | Enkel förgasare    |
| 1800E  | 4-cyl radmotor SOHC | 1770 cm³      | 98 hk  | Bränsleinsprutning |
| 2000   | 4-cyl radmotor SOHC | 1968 cm³      | 89 hk  | Enkel förgasare    |
| 2000E  | 4-cyl radmotor SOHC | 1968 cm³      | 127 hk | Bränsleinsprutning |

## Toyota Corona T140
Den sista Coronan med bakhjulsdrift blev en långkörare. Sedan de reguljära modellerna försvunnit i slutet av 1980-talet fortsatte sedanen att tillverkas för taxibruk. Modellen var populär i sydostasien och tillverkades fram till 1998, då den ersattes av  Crown Comfort.
Varianter:
| Modell   | Motor               | Cylindervolym | Effekt | Bränslesystem             |
| -------- | ------------------- | ------------- | ------ | ------------------------- |
| 1500     | 4-cyl radmotor SOHC | 1452 cm³      | 78 hk  | Enkel förgasare           |
| 1600-16v | 4-cyl radmotor DOHC | 1587 cm³      | 122 hk | Enkel förgasare           |
| 1800     | 4-cyl radmotor SOHC | 1770 cm³      | 94 hk  | Enkel förgasare           |
| Turbo    | 4-cyl radmotor SOHC | 1770 cm³      | 150 hk | Bränsleinsprutning, turbo |
| Diesel   | 4-cyl radmotor SOHC | 1839 cm³      | 61 hk  | Dieselmotor               |

## Toyota Corona T150/160
I början av 1983 kom en helt nyutvecklad Corona med framhjulsdrift. Modellserien tillverkades parallellt med den äldre T140-serien. I Europa såldes den under namnet Toyota Carina II.
Varianter:
| Modell | Motor               | Cylindervolym | Effekt | Bränslesystem      |
| ------ | ------------------- | ------------- | ------ | ------------------ |
| 1.6    | 4-cyl radmotor SOHC | 1587 cm³      | 84 hk  | Enkel förgasare    |
| 1.8 E  | 4-cyl radmotor SOHC | 1832 cm³      | 101 hk | Bränsleinsprutning |
| 2.0 D  | 4-cyl radmotor SOHC | 1974 cm³      | 68 hk  | Dieselmotor        |

## Toyota Corona T170
Även den nionde generationen Corona såldes som Carina i Europa.
Varianter:
| Modell | Motor               | Cylindervolym | Effekt | Bränslesystem      |
| ------ | ------------------- | ------------- | ------ | ------------------ |
| 1.6    | 4-cyl radmotor DOHC | 1587 cm³      | 95 hk  | Enkel förgasare    |
| 1.6 E  | 4-cyl radmotor DOHC | 1587 cm³      | 105 hk | Bränsleinsprutning |
| 2.0 E  | 4-cyl radmotor DOHC | 1998 cm³      | 128 hk | Bränsleinsprutning |
| 2.0 D  | 4-cyl radmotor SOHC | 1974 cm³      | 73 hk  | Dieselmotor        |

## Toyota Corona T190
Den tionde generationen tillverkades för Europamarknaden i Toyotas fabrik i Storbritannien. Här såldes den som Carina E. I Japan blev kombimodellen en egen modellserie kallad Toyota Caldina.
Varianter:
| Modell | Motor               | Cylindervolym | Effekt | Bränslesystem             |
| ------ | ------------------- | ------------- | ------ | ------------------------- |
| 1.6    | 4-cyl radmotor DOHC | 1587 cm³      | 95 hk  | Enkel förgasare           |
| 1.6 E  | 4-cyl radmotor DOHC | 1587 cm³      | 105 hk | Bränsleinsprutning        |
| 1.8 E  | 4-cyl radmotor DOHC | 1762 cm³      | 107 hk | Bränsleinsprutning        |
| 2.0 E  | 4-cyl radmotor DOHC | 1998 cm³      | 128 hk | Bränsleinsprutning        |
| Turbo  | 4-cyl radmotor DOHC | 1998 cm³      | 175 hk | Bränsleinsprutning, turbo |
| 2.0 D  | 4-cyl radmotor SOHC | 1974 cm³      | 73 hk  | Dieselmotor               |

## Toyota Corona T210
Den elfte generationen Corona blev också den sista. Den tillverkades mellan 1996 och 2001 då den ersattes av Toyota Premio.
Varianter:
| Modell | Motor               | Cylindervolym | Effekt | Bränslesystem             |
| ------ | ------------------- | ------------- | ------ | ------------------------- |
| 1.6 E  | 4-cyl radmotor DOHC | 1587 cm³      | 105 hk | Bränsleinsprutning        |
| 1.8 E  | 4-cyl radmotor DOHC | 1762 cm³      | 115 hk | Bränsleinsprutning        |
| 2.0 E  | 4-cyl radmotor DOHC | 1998 cm³      | 128 hk | Bränsleinsprutning        |
| Turbo  | 4-cyl radmotor DOHC | 1998 cm³      | 190 hk | Bränsleinsprutning, turbo |
| 2.0 D  | 4-cyl radmotor SOHC | 1974 cm³      | 73 hk  | Dieselmotor               |